# Ujawnienie depesz amerykańskiej dyplomacji przez WikiLeaks
Ujawnienie depesz amerykańskiej dyplomacji przez WikiLeaks rozpoczęło się w listopadzie 2010 kiedy pięć gazet i WikiLeaks opublikowały część poufnych i tajnych wiadomości przesyłanych pomiędzy Departamentem Stanu USA a ambasadami USA.
Pierwsze 220 z 251 287 dokumentów zostało opublikowanych 28 listopada na stronie WikiLeaks i na łamach El País (Hiszpania), Le Monde (Francja), Der Spiegel (Niemcy), The Guardian (Wielka Brytania) oraz The New York Times (Stany Zjednoczone). WikiLeaks publikuje pozostałe depesze i planuje publikować stopniowo przez kilka miesięcy. Spośród całości dokumentów żaden nie jest oznaczony klauzulą „ściśle tajne”, ok. 15 tys. to dokumenty „tajne”, ok. 100 tys. „poufne” a 130 tys. nie zostało sklasyfikowanych.

## Przed publikacją
Szeregowa Chelsea Manning została w maju aresztowana i oskarżona o nieautoryzowane pobranie tajnych materiałów w czasie, kiedy służyła w Iraku.

## Ujawnienie treści
Na kilka godzin przed zaplanowaną publikacją na stronę WikiLeaks przeprowadzono atak typu DDoS. Do pozaprawnych ataków na Wikileaks wzywa senator Joseph Liberman

## Wybrana zawartość depesz

### Afganistan
- Sprzymierzony z Amerykanami prezydent Afganistanu Hamid Karzaj został podsumowany jako człowiek z paranoicznym światopoglądem[8].
- Raporty określały jak bardzo władze afgańskie są skorumpowane. Zaś wiceprezydent Zia Massoud został zatrzymany w ZEA z walizką wypełnioną 52 milionami dolarów[9].

### Arabia Saudyjska
- Saudyjscy donatorzy to najhojniejsi sponsorzy Al-Ka’idy[10].
- Arabia Saudyjska wzywała wielokrotnie USA do zbombardowania Iranu[8].

### Armenia
- Stany Zjednoczone w 2008 wyraziły swoje niezadowolenie, z powodu dostaw broni do Iranu z Armenii[9].

### Bahrajn
- Król Hamad ibn Isa Al Chalifa wzywał USA w 2009 do ataku na Iran i zatrzymania programu nuklearnego Teheranu[9].

### Belgia
- Belgii sugerowano, że przyjęcie większej liczby więźniów byłoby mało kosztownym rozwiązaniem dla Belgii, by odzyskać znaczącą pozycję w Europie[11].

### Chiny
- Rząd Chin prowadził skoordynowaną kampanię komputerowego sabotażu wymierzoną w USA i ich sojuszników[11].

### Francja
- Prezydent Francji Nicolas Sarkozy wzmiankowany został jako cienkoskórny polityk o autorytarnym stylu i nagi cesarz[8].

### Hiszpania
- Amerykańscy dyplomaci próbowali wpłynąć na hiszpańskich prokuratorów i urzędników państwowych, ws. tortur w więzieniu Guantanamo. Inna depesza mówiła o naciskach na prokuratorów po zabójstwie hiszpańskiego dziennikarza przez amerykańskich żołnierzy w Iraku w 2003[12].

### Honduras
- Raporty wskazywały, że USA uznały zamach stanu w Hondurasie z 2009 za nielegalny i niezgodny z konstytucją[13].

### Iran
- Jedna z najbardziej kontrowersyjnych depesz dt. Iranu. Mianowicie Arabia Saudyjska naciskała na Stany Zjednoczone, by te zbombardowały Iran. Bombardowanie uniemożliwiłoby rozwój programu nuklearnego Iranu. W kwietniu 2008, saudyjski ambasador w USA Adel al-Jubeir namawiał amerykańskiego generała Davida Petraeusa do odcięcia wężowi głowy. Słowa te odnosiły się do Iranu[8].
- Iran dostał od Korei Północnej 19 pocisków rakietowych BM-25. Pociski te są zdolne do rażenia Europy Zachodniej[8].
- Przywódca Iranu Mahmud Ahmadineżad został przyrównany do Adolfa Hitlera[8].

### Izrael
- Izrael prosił USA by te utrzymały jego jakościową przewagę militarną nad arabskimi sąsiadami[9].
- Izrael w 2010 był gotowy na nuklearny atak ze strony Iranu[14].
- Szef izraelskiego Mosadu Meir Dagan zaprzeczył planowaniu operacji Orchard[15].
- Podczas operacji Płynny Ołów minister obrony Ehud Barak, negocjował z Fatahem, ws. objęcia kontroli nad Strefą Gazy, po porażce Hamasu. Fatah odmówił podjęcia kontroli Gazy[16].
- W 2007 Binjamin Netanjahu, który wówczas był w opozycji, nazwał Mahmuda Abbasa, przywódcę Autonomii Palestyńskiej, człowiekiem miłym, który rokuje dobrze[17].

### Kiribati
- Kiribati miała otrzymać ogromne fundusze za przyjęcie więźniów[11].

### Korea Północna
- Przywódca KRLD Kim Dzong Il został nazwany wiotkim[8].
- Korea Płn. sprzedała 19 pocisków rakietowych BM-25 Iranowi[8].
- USA i Korea Południowa zamierzały doprowadzić do scalenia obu Korei, poprzez obalenie rządów Kimów w Korei Płn[18].

### Niemcy
- Według depesz dyplomatycznych kanclerz Niemiec Angela Merkel z kolei jest teflonowa, a szef niemieckiego MSZ Guido Westerwelle zyskał miano agresywnego[8].

### ONZ
- Sekretarz Stanu Hillary Clinton wydała w 2009 polecenie zbierania danych biometrycznych (kodu DNA, odcisków palców, zdjęć tęczówki oka) urzędników ONZ z sekretarzem generalnym włącznie[19].

### Pakistan
- USA nieskutecznie próbowały wywieźć uran, który posiada Pakistan. Broń nuklearna bowiem mogła wpaść w ręce terrorystów[18].
- Stany Zjednoczone naciskały na Pakistan, by ten podjął militarne ofensywy przeciwko talibom. Jedną z nich była operacja Rah-e-Nijat[18].
- Raporty wskazują, iż w marcu 2009 możliwy był zamach stanu na prezydenta Asifa Alego Zardariego[18].

### Polska
- Na temat Polski pojawiły się 972 depesze dyplomatyczne (970 z Warszawy, 2 z Krakowa). Polska była wspominana w przeciekach Wikileaks w kontekście tarczy antyrakietowej, wojny rosyjsko-gruzińskiej z 2008, a także ws. stosunków polsko-niemieckich. Depesza ta dotyczy sprzeciwu szefa niemieckiego MSZ Guido Westerwellego przeciwko mianowaniu Eriki Steinbach do rady fundacji Ucieczka, Wypędzenie, Pojednanie. Niemiecki minister obawiał się, że może to zaszkodzić relacjom Berlina z Warszawą[8].
- Depesza z lutego 2009 z ambasady w Warszawie informuje, że Polacy nie zdawali sobie sprawy, że rakiety Patriot nie są wyposażone w głowice bojowe[20]. Depesza ta też nazywa oczekiwania polskich polityków „częściowo naiwnymi”[21].

### Rosja
- Według depesz w polityce międzynarodowej, dla Rosjan dobrzy sąsiedzi to ulegli sąsiedzi. Raporty sugerują, iż może zająć pokolenie, zanim Rosja będzie w stanie zaakceptować utratę wpływów od Polski przez kraje bałtyckie do Ukrainy i Gruzji[8].
- Premier Rosji Władimir Putin przez amerykańskich dyplomatów nazywany był samcem alfa, przy którym prezydent Dmitrij Miedwiediew był blady[8].
- Rosja została nazwana mafijnym państwem, w którym władza współpracuje z gangsterami. Putin rozgniewał się. Powiedział: Niech USA nie wtykają nosa w nasze sprawy[22]. Stwierdził, że Rosja jest demokratyczna. Nie omieszkał przypomnieć o tym jak bardzo kontrowersyjne były Wybory prezydenckie w Stanach Zjednoczonych w 2000 roku[23]
- Relacja między Putinem i Miedwiedewem została porównana do Batmana i Robina[24].

### Słowenia
- Jeden z raportów informował przywódców Słowenii, że jeśli chcą rozmawiać z Barackiem Obamą, to muszą przyjąć więźniów z Guantanamo[11].

### Sri Lanka
- Według amerykańskich dyplomatów, rząd Sri Lanki dopuścił się zbrodni wojennych w ostatniej fazie wojny domowej[25].

### Tunezja
- WikiLeaks ujawnił skalę korupcji w prezydenckim pałacu prezydenta Ben Alego. Tunezja została opisana jako państwo policyjne, w którym zakres wolności słowa i stowarzyszania się jest ograniczony, a poszanowanie praw człowieka jest dużym problemem. Prezydent Ben Ali i jego reżim wyobcował się społecznie. Nie przyjmuje ani rad, ani krytyki zarówno od swoich obywateli, jak i z zagranicy. Uważa się, że depesze, które ukazały Tunezję jako państwo policyjne w rękach autorytarnego władcy, były zapalnikiem do wybuchu protestów, które w styczniu 2011 doprowadziły do obalenia prezydenta[26].

### Wielka Brytania
- Z depesz wyciekło, iż prezydent Afganistanu Hamid Karzaj miał negatywne zdanie nt. obecności działań wojsk brytyjskich w prowincji Helmand[27].
- Rząd Wielkiej Brytanii szkolił paramilitarne bojówki uważane przez organizacje broniące praw człowieka za szwadrony śmierci rządu Bangladeszu. Członkowie tzw. Batalionu Szybkiego Reagowania, Rapid Action Battalion (RAB), byli odpowiedzialni w ostatnich latach za setki pozasądowych morderstw, a także stosowanie tortur[28].

### Włochy
- Premier Włoch Silvio Berlusconi określony został nieudolnym, próżnym i nieskutecznym przywódcą europejskim[8].
- Włochy płaciły talibom haracz za relatywny spokój w prowincji, w której stacjonowali żołnierze[29].

### Zimbabwe
- Prezydent Zimbabwe Robert Mugabe nazwany został szalonym staruszkiem[8].

## Reakcje
Stany Zjednoczone
- Kongresmen Peter T. King wezwał Baracka Obamę do wpisania WikiLeaks na oficjalną listę zagranicznych organizacji terrorystycznych[30].

 Wenezuela
- Prezydent Hugo Chávez pogratulował Wikileaks odwagi i wezwał Hillary Clinton do ustąpienia ze stanowiska[31].